# Пунхванса
Пунхванса (кор. 분황사?, 芬皇寺?, Bunhwangsa) — храм, построенный в 634 году н. э., на третий год правления 27-й королевы государства Силла Сондок (선덕, 善德; годы правления: 632—647). В этом храме останавливались величайшие буддийские монахи Вонхё (원효,元曉) и Чаджан (자장,慈藏).
На северной стене главного зала храма использовано изображение Чхонсудэби (천수대비,千手大悲, Cheonsudaebi) (бодхисаттва Авалокитешвара или бодхисаттва сострадания с тысячью рук и глаз). Существует легенда о том, что возле этой стены происходило множество чудес. К примеру, писательница Химён (희명, 希明) в период правления 35-го вана Силла Кёндока (경덕, 景德) (742—765) поведала, что однажды её пятилетний сын ослеп. Она взяла его на руки и принесла к изображению Чхонсудэби в главном зале, где прочла молитву с напеванием «ДоЧхонсудэбига» (도천수대비가, 禱千手大悲歌; так же её называют «Чхонсудэбига» (천수대비가, 千手大悲歌), после чего к её ребёнку вернулось зрение.
На территории храма находится бывшая когда-то девятиярусной, а в настоящее время — трёхъярусная каменная пагода Пунхвансасоктхап (분황사석탑, 芬皇寺石塔), 20 декабря 1962 года включённая в список Национальных сокровищ Кореи под номером 30, каменный монумент Хваджэнгуксаби (화쟁국사비, 和諍國師碑), колодец и два флагштока Танганджиджу (당간지주, 幢竿支柱).